# Qasr Azraq
Qasr al-Azraq (în arabă قصر الأزرق, „Cetatea Albastră”) este o fortăreață mare situată în zona estică a Iordaniei. Este unul dintre castelele deșertului situat la marginea actuală a localității Azraq, la aproximativ 100 kilometri (62 mi) est de Amman.
Valoarea sa strategică a provenit de la oaza din apropiere, singura sursă de apă dintr-o vastă regiune de deșert. Numele cetății și a orașului provin de la această oază. Așezarea a fost cunoscută în antichitate ca Basie și romanii au fost primii care au folosit acest loc din punct de vedere militar. Mai târziu, în centrul localității a fost construită o moschee. Forma actuală a obținut-o după renovarea și extinderea realizată de ayyubizi în secolul al XIII-lea, folosind bazalt din cariera locală, făcând castelul să fie mai întunecat decât majoritatea altor clădiri din zonă.
Ulterior, va fi folosit de armatele otomane în timpul hegemoniei acestui imperiu asupra regiunii. În timpul Revoltei Arabe, ofițerul englez T. E. Lawrence și-a organizat aici cartierul general, pentru a coordona operațiunile din 1917–1818, o experiență pe care a descris-o în cartea sa Seven Pillars of Wisdom. Legătura cu „Lawrence al Arabiei” este una dintre atracțiile majore ale castelului pentru turiști.

## Arhitectură

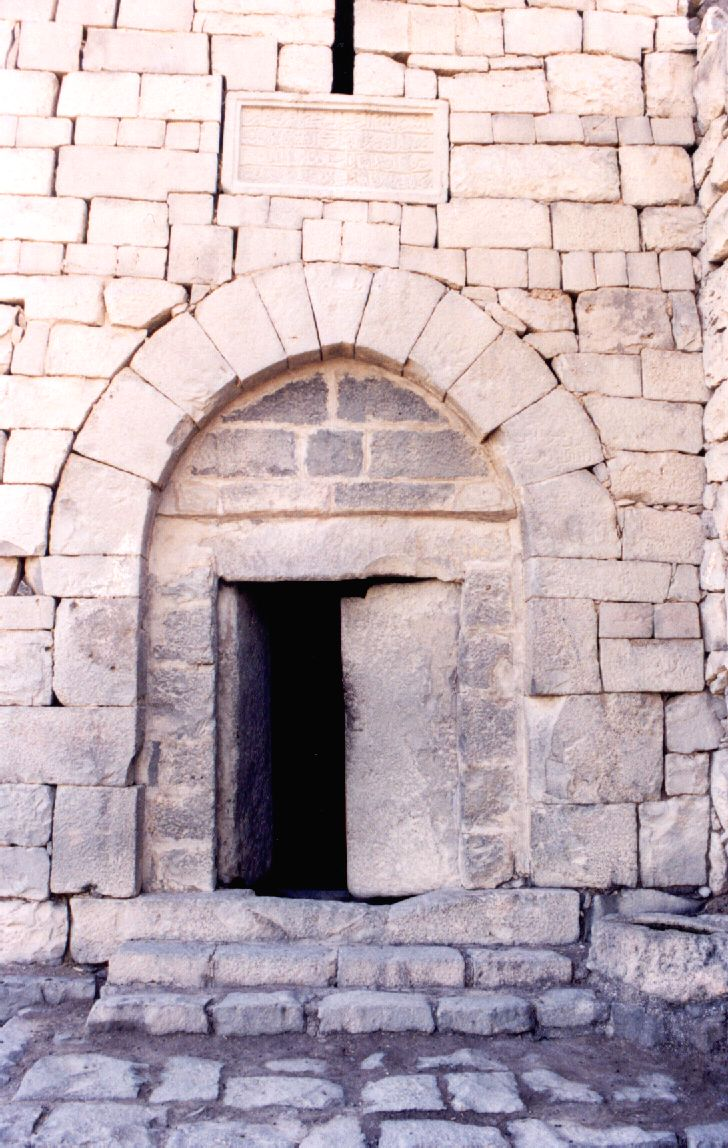
Ușa de piatră

Castelul este construit din bazalt negru local și este o structură pătrată cu ziduri de 80 de metri lungime care înconjoară o curte mare centrală. În mijlocul curții se află o mică moschee care poate fi datată din vremurile omeizailor. La fiecare colț al zidului exterior, se ridică un turn alungit. Intrarea principală este compusă dintr-o singură placă masivă de granit cu balamale, care duce la un vestibul în care se pot vedea sculptate în pavaj rămășițele unui joc de masă roman.
Deși sunt foarte grele, ambele cântărind câte o tonă, uși principale de piatră pot fi deschise cu ușurință datorită uleiului de palmier. Alegerea neobișnuită a pietrei pentru confecționarea ușilor poate fi explicată prin faptul că nu exista o sursă apropiată de lemn, în afară de lemnul de palmier, care este foarte moale și nepotrivit pentru construcție.

## Istorie
Semnificația strategică a castelului este dată de prezența sa în mijlocul oazei Azraq, singura sursă permanentă de apă dulce în aproximativ 12.000 km2 de deșert. Se știe că mai multe civilizații au ocupat acest sit pentru valoarea sa strategică în această zonă îndepărtată și aridă a deșertului.
Zona a fost locuită de poporul nabatean și în jurul anului 200 d.Hr. a căzut sub controlul romanilor. Romanii au construit o structură de piatră folosind piatra de bazalt locală care a constituit o bază pentru construcții ulterioare pe șantier. O astfel de structură a fost folosită în egală măsură de imperiile bizantine și omayadeene.
Qasr al-Azraq a trecut prin ultima sa etapă de construcție în 1237, când 'Izz ad-Din Aybak, un emir al ayyubizilor, l-a reproiectat și fortificat. Cetatea, în forma sa actuală, datează din această perioadă.
În secolul al XVI-lea, turcii otomani au amplasat aici o garnizoană, iar T.E. Lawrence (Lawrence al Arabiei) și-a amplasat sediul în cetate în iarna din 1917-1918, în timpul Marii Revolte Arabe împotriva Imperiului Otoman. Biroul său era în camera de deasupra intrării. Locul ales avea un avantaj suplimentar în războiul modern: deșertul plat din apropiere era un loc ideal pentru construirea unui aerodrom.

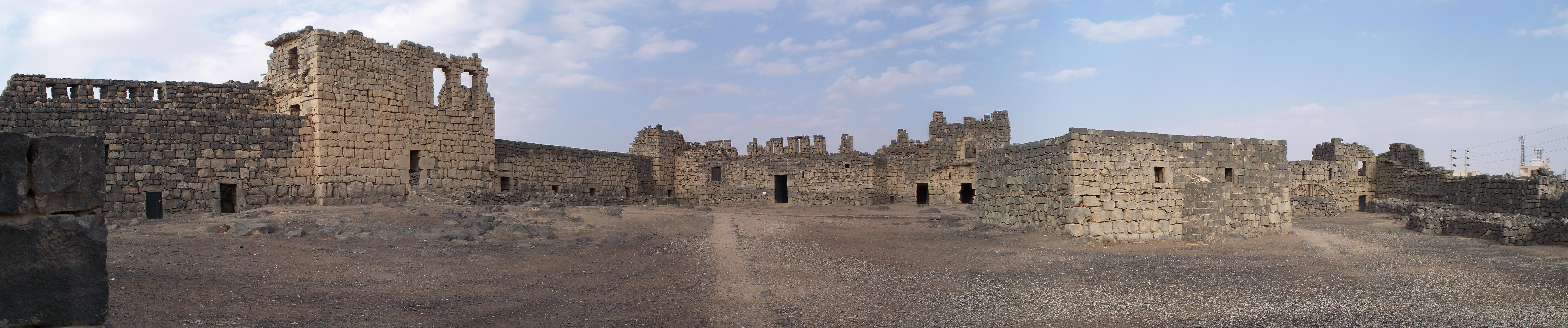
În interiorul ruinelor Qasr Azraq

Potrivit lui Lawrence, „Azrak era situat într-un loc favorabil pentru noi, iar vechiul fort ar fi sediul convenabil dacă l-am face locuibil, oricât de aspră ar fi iarna. Așa că m-am așezat în turnul dinspre poarta sudică și am poruncit celor șase băieți haurani ... să acopere cu crengi de palmier și argilă veche căpriorii de piatră, care erau dezgoliți sub cerul liber.”  Poarta din spate era închisă în fiecare seară: „Ușa era îmbrăcată în bazalt elegant, cu grosimea de un picior, care se răsucea pe pivoții săi prinși între prag și grinda de deasupra. A fost nevoie de un efort deosebit pentru a o debloca, iar la sfârșit s-a închis cu zgomot și s-a prăbușit, lucru care a făcut să tremure zidul de vest al vechiului castel."
Lawrence scria despre prima lor noapte, „... când se ridică o tânguire ciudată, lungă, în jurul turnurilor de afară. Apoi strigătele se auzeau iar și iar, tot mai tare până au răbufnit în valuri adânci și au pierit în suferință.” Lawrence a aflat astfel legenda precum că „... câinii triburilor Beni Hillal, constructorii mitici ai cetății, își căutau în fiecare noapte stăpânii morți în cele șase turnuri...”:438

## Contemporaneitate
Qasr al-Azraq este adesea inclus în excursii de o zi din Amman la castelele din deșert, împreună cu Qasr Kharana și Qasr Amra, ambele aflate la est de capitală și la care se ajunge pe autostrada 40. Biletul de intrare costă 2 dinari iordanieni. Vizitatorii pot explora cea mai mare parte a castelului, atât la etaj cât și la parter, cu excepția unor secțiuni închise pentru lucrări curente asupra pietrei. În prezent, excursiile sunt însoțite de foarte puține materiale educaționale.